# Antoni Chudy
Antoni Chudy (ur. 6 czerwca 1880 w Dąbrówce k. Janowa Lubelskiego, zm. 7 lipca 1935 w Jarosławiu) – polski działacz socjalistyczny i związkowy. Nauczyciel i kierownik szkoły w Jarosławiu. Poseł na Sejm Ustawodawczy, oraz Sejm II kadencji w latach 1928–1930.

## Życiorys
Ukończył szkołę ludową w Stryju oraz Seminarium Nauczycielskie we Lwowie. Po ukończeniu seminarium pracował jako nauczyciel w Bolechowie w województwie stanisławowskim, od 1919 w Jarosławiu, gdzie do przejścia na emeryturę w 1935 był kierownikiem szkoły im. Piotra Skargi. W Jarosławiu był prezesem Stowarzyszenia Nauczycieli, a następnie Ogniska Nauczycielskiego Związku Polskiego Nauczycielstwa Szkół Powszechnych (później ZNP).
W okresie 1907–1914 udzielał pomocy zbiegłym bojowcom Organizacji Bojowej PPS, z Królestwa Polskiego. W 1913 był przewodniczącym Komisji Skarbu Wojskowego w Jarosławiu.
W 1918 podjął działalność w Polskiej Partii Socjalistycznej. W wyborach parlamentarnych w 1919 kandydował do Sejmu w okręgu wyborczym 45 (Jarosław), zarówno z listy nr 2 (PPS), jak również z listy nr 3 (PSL-Lewica). Mandat otrzymał z listy PSL-Lewica, jednak po objęciu mandatu przystąpił do Związku Polskich Posłów Socjalistycznych. W Sejmie był członkiem komisji oświatowej, wodnej, zdrowia publicznego. Był członkiem Okręgowego Komitetu Robotniczego PPS w Rzeszowie, zaś od 1928 był jego przewodniczącym. Bez powodzenia kandydował w wyborach parlamentarnych w 1922.
W wyborach parlamentarnych w 1928 kandydował z listy nr 2 (PPS), uzyskując mandat poselski w okręgu wyborczym 47 (Rzeszów). W Sejmie II kadencji był członkiem Związku Parlamentarnego Polskich Socjalistów. 
Po rozłamie dokonanym przez Rajmunda Jaworowskiego, 20 września 1928 zgłosił akces do PPS dawnej Frakcji Rewolucyjnej i przeszedł do klubu parlamentarnego tej partii. OKR PPS w Rzeszowie na konferencji 23 listopada wyraził w stosunku do Antoniego Chudego wotum nieufności i wezwał go do złożenia mandatu, zaś Centralny Komitet Wykonawczy PPS udzielił mu 14 maja 1929 nagany. 
W wyborach parlamentarnych w 1930 organizował poparcie dla listy PPS dawna Frakcja Rewolucyjna. Kandydował bez powodzenia z ramienia tej partii do Sejmu w ramach listy państwowej. Zaprzestał działalności politycznej, kierując szkołą w Jarosławiu. 

## Ordery i odznaczenia
- Złoty Krzyż Zasługi (9 listopada 1932)[1]